# Scott Kalitta
Scott Kalitta (né le 18 février 1962 à Mount Clemens au Michigan - mort le 21 juin 2008 à Old Bridge dans le New Jersey) était un pilote automobile américain. Spécialisé dans les courses de dragster, il a trouvé la mort dans un accident survenu à l'occasion d'une manche du championnat NHRA. 

## Biographie
Fils du célèbre pilote de dragster Connie Kalitta (en), Scott commence sa carrière professionnelle en 1982. Il décroche son premier succès majeur en 1989 en remportant à Houston une manche de NHRA dans la catégorie « Funny Car ». Dans les années 1990, il accède à la catégorie « Top Fuel » dont il ne tarde pas à s'affirmer comme l'un des meilleurs pilotes, comme le démontrent ses deux titres de champion acquis en 1994 puis 1995, ainsi que sa place de vice-champion en 1996.
Scott Kalita décide de mettre un terme à sa carrière en 1997. Après un bref retour à la compétition en 1999, ce n'est qu'en 2003 qu'il revient à temps complet en NHRA, toujours dans la catégorie « Top Fuel ». En 2006, il quitte les « Top Fuel » pour revenir à la catégorie « Funny Car », où il réalise des performances pas vraiment à la hauteur de son talent.
Le 21 juin 2008, il trouve la mort au volant de sa Toyota Solara (en) Funny Car à l'occasion de la manche de NHRA disputée sur le Old Bridge Township Raceway Park d'Englishtown dans le New Jersey. Lancé à une vitesse estimée à 300 miles à l'heure (environ 480 km/h), il est victime de l'explosion de son moteur qui transforme son dragster en une véritable boule de feu. Incapable de stopper son véhicule (les parachutes prévus à cet effet étant instantanément brûlés), il heurte violemment un mur sur lequel son dragster se désintègre. Il est transporté à l'hôpital d'Old Bridge où son décès est prononcé peu de temps après son arrivée. Le décès de M. Kalitta ainsi que d'autres accidents résultant en des blessures graves à d'autre pilotes ont incité la NHRA à réduire la distance de course d'accélération d'un quart de mille ( 402,366 m) à 1000 pi. (304,8 m).